# Proposta d'esmena de Corwin de la Constitució dels Estats Units

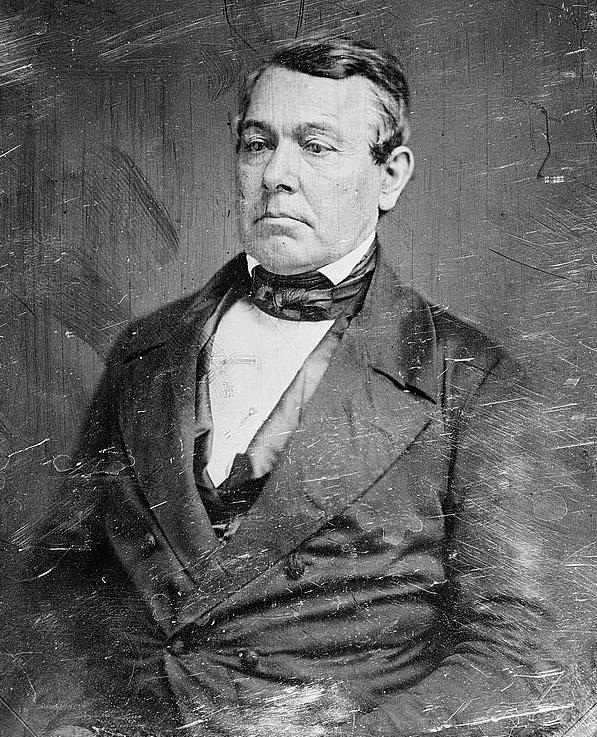
Thomas Corwin, el 1831-1840 i 1859-1862

La proposta d'esmena de Corwin és una esmena proposada de la Constitució dels Estats Units. Va ser aprovada pel 36è Congrés el 2 de maig del 1861, i entregada a les cambres estatals per a la seva ratificació. Era una esmena curta essent un esforç de compromís d'última hora per apaivagar al sud dels Estats Units. L'esmena assegurava la protecció de l'esclavitud en els estats esclavistes existents. A causa de l'esclat de la guerra civil, l'esmena Corwin mai va ser ratificada. En el seu lloc es va aprovar l'Esmena 13 que va abolir completament l'esclavitud.

## Text
El text de l'esmena de Corwin de la constitució dels Estats Units diu així:
| « | (català) No es farà cap esmena a la Constitució per autoritzar o donar al Congrés el poder per abolir o interferir, dins de qualsevol Estat, amb les seves institucions nacionals, incloent legislació sobre les persones destinades a treballar o servir segons les lleis d'aquest estat. | (anglès) No amendment shall be made to the Constitution which will authorize or give to Congress the power to abolish or interfere, within any State, with the domestic institutions thereof, including that of persons held to labor or service by the laws of said State. | » |